# Manuel Varela
Manuel Varela (ur. 1891 lub 1892 – zm. 1927) – piłkarz urugwajski, pomocnik.
Jako piłkarz klubu CA Peñarol był w kadrze reprezentacji Urugwaju podczas turnieju Copa América 1916 – pierwszych w dziejach mistrzostwach Ameryki Południowej oraz pierwszych w dziejach mistrzostwach kontynentalnych. Urugwaj zdobył tytuł pierwszego mistrza Ameryki Południowej, a Varela zagrał we wszystkich trzech meczach – z Chile, Brazylią i Argentyną.
Podczas turnieju Copa América 1917 wraz z reprezentacją Urugwaju Varela drugi raz z rzędu sięgnął po mistrzostwo kontynentu. Także i tym razem zagrał w trzech meczach – z Chile, Brazylią i Argentyną. Gdy na 20 minut przed końcem meczu z Argentyną kontuzji doznał bramkarz Urugwaju Cayetano Saporiti, Varela zastąpił go między słupkami. Nie dał sobie strzelić bramki, dzięki czemu grający w dziesiątkę Urugwaj wygrał mecz i turniej.
Ostatni raz Varela wziął udział w mistrzostwach Ameryki Południowej podczas Copa América 1919, gdzie Urugwaj został wicemistrzem kontynentu. Zagrał we wszystkich czterech spotkaniach - z Argentyną, Chile i obu meczach z Brazylią. W meczu z Argentyną Varela strzelił samobójczą bramkę, jednak pomimo tego Urugwaj zwyciężył 3:2.
Varela od 18 lipca 1915 roku do 25 maja 1924 roku rozegrał w reprezentacji Urugwaju 18 meczów.